# Center Hill (Florida)
Center Hill ist eine Stadt im Sumter County im US-Bundesstaat Florida. Das U.S. Census Bureau hat bei der Volkszählung 2020 eine Einwohnerzahl von 846 ermittelt. 

## Geographie
Center Hill liegt rund 10 km östlich von Bushnell sowie etwa 60 km westlich von Orlando.

## Geschichte
In den 1920er Jahren wurde durch die Seaboard Coast Line Railroad eine Bahnstrecke von Plant City über Center Hill nach Coleman erbaut, die 1988, kurz nach der Übernahme durch CSX, jedoch wieder stillgelegt wurde.

## Demographische Daten
Laut der Volkszählung 2010 verteilten sich die damaligen 988 Einwohner auf 415 Haushalte. Die Bevölkerungsdichte lag bei 224,5 Einw./km². 66,4 % der Bevölkerung bezeichneten sich als Weiße, 8,9 % als Afroamerikaner, 1,0 % als Indianer und 0,5 % als Asian Americans. 19,3 % gaben die Angehörigkeit zu einer anderen Ethnie und 3,8 % zu mehreren Ethnien an. 36,9 % der Bevölkerung bestand aus Hispanics oder Latinos.
Im Jahr 2010 lebten in 42,4 % aller Haushalte Kinder unter 18 Jahren sowie 31,0 % aller Haushalte Personen mit mindestens 65 Jahren. 79,7 % der Haushalte waren Familienhaushalte (bestehend aus verheirateten Paaren mit oder ohne Nachkommen bzw. einem Elternteil mit Nachkomme). Die durchschnittliche Größe eines Haushalts lag bei 3,13 Personen und die durchschnittliche Familiengröße bei 3,48 Personen.
35,7 % der Bevölkerung waren jünger als 20 Jahre, 19,5 % waren 20 bis 39 Jahre alt, 19,3 % waren 40 bis 59 Jahre alt und 19,8 % waren mindestens 60 Jahre alt. Das mittlere Alter betrug 31 Jahre. 50,5 % der Bevölkerung waren männlich und 49,5 % weiblich.
Das durchschnittliche Jahreseinkommen lag bei 32.401 $, dabei lebten 40,5 % der Bevölkerung unter der Armutsgrenze.
Im Jahr 2000 war Englisch die Muttersprache von 68,90 % der Bevölkerung und spanisch sprachen 31,10 %.

## Verkehr
Größere Straßen gibt es nicht. Der nächste Flughafen ist der Orlando International Airport (rund 90 km östlich).

## Kriminalität
Die Kriminalitätsrate lag im Jahr 2010 mit 161 Punkten (US-Durchschnitt: 266 Punkte) im niedrigen Bereich. Es gab eine Vergewaltigung, drei Körperverletzungen, drei Einbrüche und drei Diebstähle.